# Robinio Vaz
Robinio Vaz (* 17. Februar 2007 in Mantes-la-Jolie) ist ein französisch-guinea-bissauischer Fußballspieler, der seit 2024 bei Olympique Marseille spielt.

## Karriere

### Verein
Vaz begann seine fußballerische Laufbahn im September 2015 beim USC Mantes. Nach knapp zwei Jahren wechselte er zum größeren Verein der Stadt, zum FC Mantois 78. Im Sommer 2022 schloss sich Vaz der Jugendakademie des FC Sochaux an. Dort spielte er 2022/23 für die erstklassige U17-Mannschaft und traf in 25 Ligaspielen zehnmal. Zudem traf er in zwei U19-Pokalspielen auch zweimal. In der Saison 2023/24 spielte er fest für die A-Junioren, bestritt dort insgesamt 21 Partien und traf siebenmal. Daneben kam er zu Einsätzen für das fünftklassige Reserveteam des Klubs.
Ende Juli 2024 wechselte er zum Erstligisten Olympique Marseille, wo er zunächst für die U19-Junioren und das Zweitteam eingeplant war. Dennoch erhielt Vaz wenige Tage nach seiner Ankunft bereits einen Profivertrag. Sein Profidebüt gab er am 19. Januar 2025 (18. Spieltag) gegen Racing Straßburg, als er in der Halbzeit für Neal Maupay eingewechselt wurde. In dem Spiel wurde ihm dank eines Fouls an Vaz und eines verwandelten Elfmeters der erste Assist seiner Profilaufbahn zugesprochen, wodurch er später bei seinem ersten Spiel zum Mann des Spiels gekürt wurde.

### Nationalmannschaft
Vaz absolvierte im Jahr 2023 einige Freundschaftsspiele für französische Juniorennationalmannschaften.

## Familie
Vaz wurde als Sohn guinea-bissauisch und senegalesischer Eltern in Mantes-la-Jolie in Frankreich geboren.